# Alessandro Volta

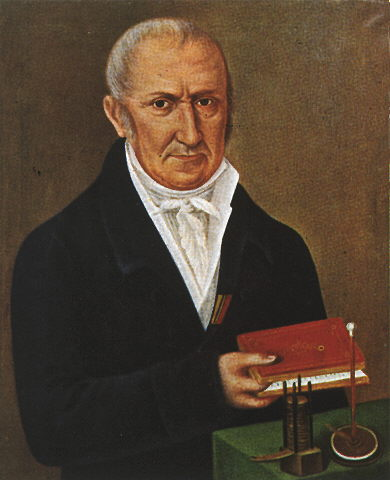
Alessandro Volta

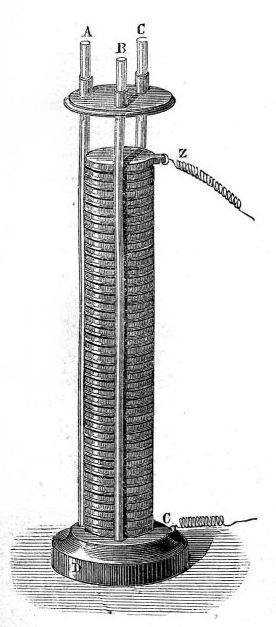
De Zuil van Volta, afwisselend zinken en koperen platen, (met een zoute of zure oplossing ertussen) bijeengehouden door glazen staven

Graaf Alessandro Giuseppe Antonio Anastasio Volta (Como, 18 februari 1745 – Camnago, bij Como, 5 maart 1827) was een Italiaans natuurkundige die bekend is geworden door zijn ontdekking van de elektrische batterij ofwel de voltaïsche cel (Zuil van Volta). Hij werd in 1774 rector van het gymnasium en hoogleraar in de natuurkunde te Como en in 1779 hoogleraar in de natuurkunde te Pavia. De eenheid van spanning (volt) is naar hem genoemd.

## Biografie
Volta, telg uit een adellijke katholieke familie, werd geboren in stad Como in het toenmalige Oostenrijks-Lombardije, later het koninkrijk Lombardije-Venetië, nu behorend tot Italië. Zijn vader, Filippo Volta, was elf jaar novice bij de jezuïeten geweest voordat hij de vrome freule, Maria Maddalena dei Conti Inzaghi, huwde. Alessandro was een van hun negen kinderen, van wie er vijf zouden toetreden in kerkelijke dienst.
Als kleuter zag het er niet naar uit dat hij een wonderkind zou worden. Op zijn vierde jaar kon hij nog niet spreken en zijn familie was ervan overtuigd dat hij een achterblijver was. Maar in zijn zevende jaar, na het overlijden van zijn vader, begon hij vooruit te gaan.
In zijn geboortestad ging Volta ook naar de middelbare school waar taal en literatuur centraal stonden. Als scholier schreef hij gedichten in het Frans en Italiaans en oden in het Latijn. Volta raakte geïnteresseerd in elektriciteit, voerde experimenten uit en las alles wat hij daarover in handen kon krijgen. Een bevriende kanunnik, Giulio Cesare Gattoni, verschafte hem de benodigde middelen en hij mocht gebruikmaken van diens laboratorium.
Op 18-jarige leeftijd correspondeerde hij al met hoogleraren en professoren over elektriciteit, zoals met de eminente Franse natuurkundige Jean-Antoine Nollet en met Giovanni Battista Beccaria, hoogleraar aan de Universiteit van Turijn. Beide hadden een grote invloed op zijn latere experimentele werk rond elektriciteit. De vi attractiva ignis electrici ac phaenomenis inde pendentibus (1769) was zijn eerste wetenschappelijke publicatie.
Van 1776-77 richtte hij zich op de scheikunde, ontdekte in 1778 het brandbare moerasgas methaan en deed er experimenten mee zoals het ontsteken van gassen met een vonk in een gesloten vat. In 1779 werd hij benoemd tot professor natuurkunde aan de universiteit van Pavia, een leerstoel die hij bijna 40 jaar zou bekleden. Hier zette hij zijn werk voort op het gebied van statische elektriciteit en vond hij de naar hem vernoemde zuil uit.
Volta maakte verscheidene reizen door Europa, onder andere naar Nederland. Na een van zijn reizen voerde hij in Lombardije de aardappelteelt in. In 1819 ging Volta met emeritaat en trok zich uit Pavia terug. De laatste acht jaar van zijn leven bracht hij in afzondering door, pendelend tussen zijn villa in Camnago en het nabijgelegen Como.

### Privé
In de jaren 1780 ging Volta samenwonen met de gevierde zangeres "Mademoiselle Paris", dit tot grote ontsteltenis van zijn streng katholieke familie. Twee van zijn broers grepen in en Volta werd in 1794 braafjes uitgehuwelijkt met de twintig jaar jongere Teresa Peregrini (1764-1841), de jongste dochter van graaf Ludovico Peregrini. Ze kregen drie zonen, Giovanni, Flaminio en Zanino.

## Werk en uitvindingen

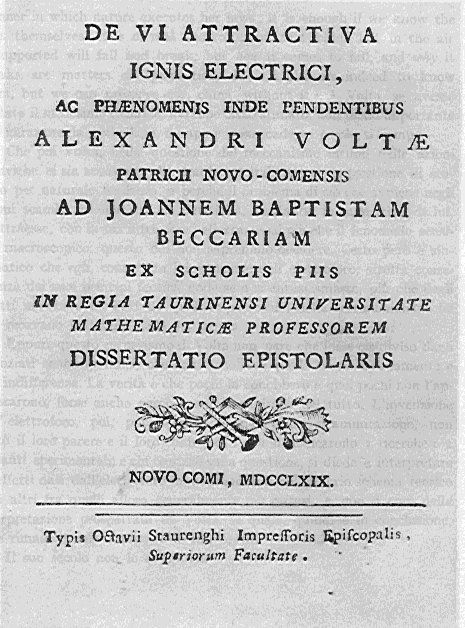
Voorblad van Volta's eerste publicatie

In 1775 verbeterde en populariseerde Volta de elektrofoor, een apparaat om statische elektriciteit te produceren. Deze bestaat uit een diëlektrische plaat van eboniet en een losse metalen plaat met een geïsoleerd handvat. Nadat de ebonieten plaat is opgeladen kan men er elektrische lading van onttrekken zonder dat de lading van de diëlektrische plaat verdwijnt. Hoewel Volta vaak genoemd wordt als de uitvinder ervan, was het de Zweedse professor Johan Carl Wilcke die het instrument reeds in 1764 uitvond.
In 1786 kwam de Italiaanse anatoom Luigi Galvani erachter dat de spieren in de poten van een dode kikker gingen trillen als ze in contact kwamen met twee verschillende metalen. Galvani dacht hierdoor dat elektriciteit een biologisch verschijnsel was en werd opgewekt in spieren. Volta dacht echter dat elektriciteit anorganisch was en dat twee verschillende metalen voor stroom zorgen.
Om dit te bewijzen bouwde Volta in 1800 een toestel samengesteld uit een aantal kommen, gevuld met een zoutoplossing, die waren doorverbonden met koperen en zinken draden. Volta liet zien dat door een gesloten kring een stroom liep; hij had een apparaat gebouwd dat een ononderbroken elektrische stroom kon afgeven. Later maakte hij een eenvoudiger ontwerp dat uit plaatjes koper en zink bestond, gescheiden door een schijfje karton gedrenkt in een zoutoplossing. Deze kolom van metalen en karton werd de Zuil van Volta genoemd (zie afbeelding) en was de voorloper van de moderne accu en batterij.
Volta stuurde een beschrijving van zijn uitvinding naar Joseph Banks, voorzitter van de Royal Society in Londen en al snel gingen velen in Engeland het onderzoeken. Zijn uitvinding leidde tot veel nieuwe ontdekkingen, van elektrolyse – het scheikundig ontleden van stoffen door middel van elektriciteit – tot de uitvinding van de eerste elektromotor door Michael Faraday.

## Erkenning en adelstand

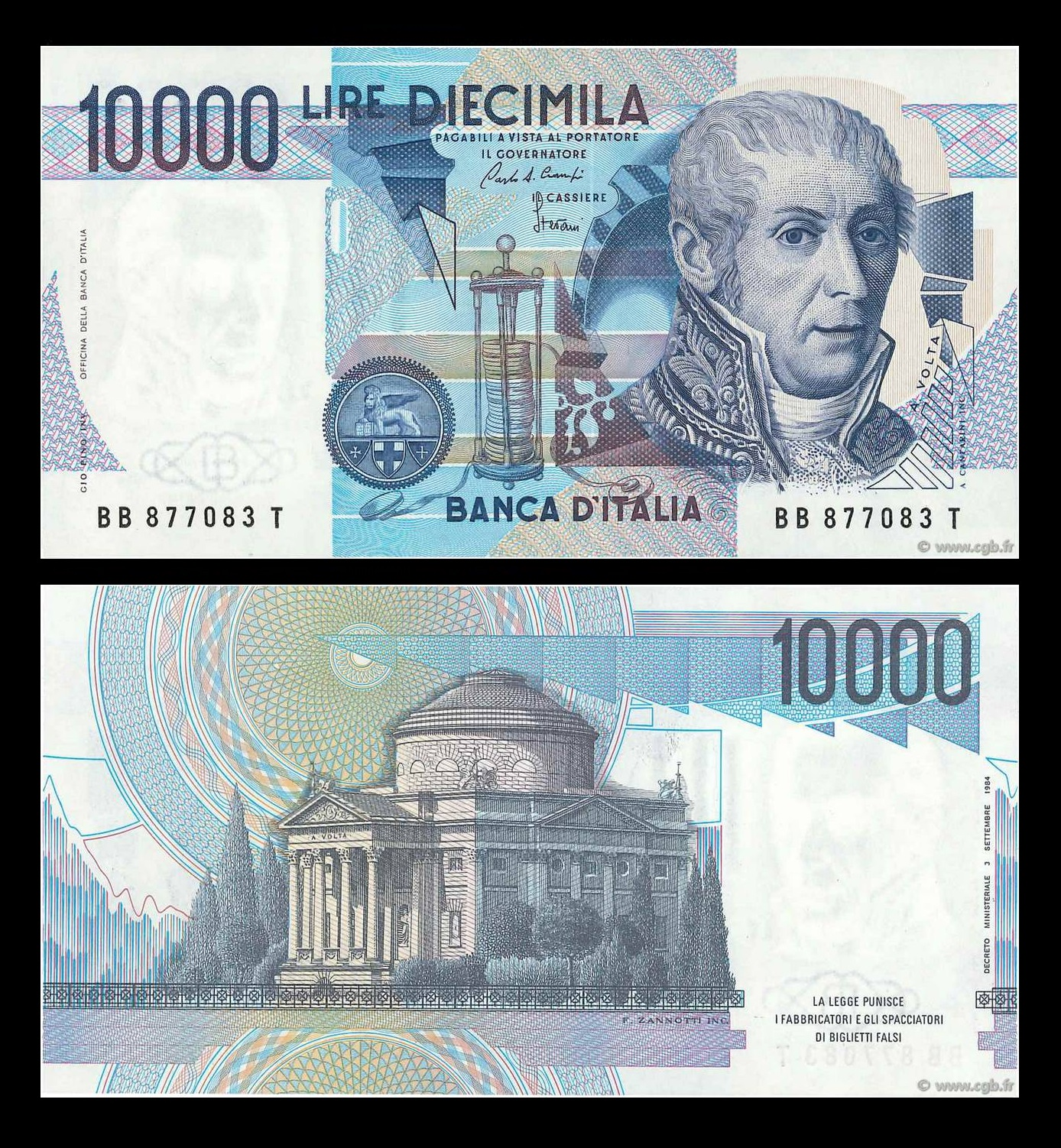
Alessandro Volta op het bankbiljet van 10000 lire

Van de Royal Society, waarvan hij sinds 1791 lid was, kreeg Volta in 1794 de Copley Medal. In 1810 maakte Napoleon hem graaf voor zijn verdiensten op het gebied van elektriciteit, verleende hem de medaille van het Legioen van Eer en benoemde hem tot senator van Lombardije. In 1814 werd hij uit politieke overwegingen uit het hoogleraarschap ontzet, maar in 1815 werd hij benoemd tot directeur van de filosofische faculteit van de universiteit van Padua, welke functie hij tot 1819 vervulde.
Zijn bijdrage aan het begrip elektriciteit was zo belangrijk dat de eenheid van elektrische spanning, de volt, in 1881 naar hem werd genoemd. Ook het mineraal voltaïet werd naar hem genoemd. Volta stond afgebeeld op de voorzijde van het Italiaanse bankbiljet van 10.000 lire. Op de achterzijde stond een afbeelding van de neoklassieke tempel die de stad Como in 1927 oprichtte ter gelegenheid van de honderdste verjaardag van zijn overlijden.

### Uitgaven van het werk van Volta
- Opere di Volta (5 dln., 1816)
- d. J. Bosscha, La correspondance de A. Volta et M. van Marum (1904)
- Le opere (7 dln., 1918–1929)
- L’opera di A. Volta (1927)
- Epistolario (5 dln., 1949–1955)
- Aggiunte alle opere e all'epistolario (1966)
- Opere scelte (1967)